# Odontotrypes bhutan
Odontotrypes bhutan es una especie de coleóptero de la familia Geotrupidae.

## Distribución geográfica
Habita en Bután.